# Póstumo Ebúcio Helva Córnice
Póstumo Ebúcio Helva Córnice ou Cornicino (em latim: Postumus Aebutius Helva Cornicen) foi um político da gente Ebúcia nos primeiros anos da República Romana eleito cônsul em 442 a.C. com Marco Fábio Vibulano. 

## Consulado (442 a.C.)
Seu mandato ocorreu num período de tranquilidade em Roma, interna e externamente, tanto que Lívio só cita a estratégia adotada pelo Senado para restaurar aos aliados ardeatinos os territórios irregularmente anexados depois da intervenção de Públio Escápio na Assembleia das centúrias.

## Mestre da cavalaria
Póstumo foi nomeado mestre da cavalaria (em latim: magister equitum) pelo ditador Quinto Servílio Prisco Fidenato durante a campanha contra os veios e fidenos, aliados contra Roma.